# Ronny (film 1931 Schünzel)
Ronny è un film del 1931 diretto da Reinhold Schünzel. Ne venne girata anche una versione francese, sempre dal titolo Ronny, che fu diretta da Roger Le Bon associato a Schünzel con un cast totalmente differente (a parte Käthe von Nagy, nel ruolo della protagonista).

## Produzione
Il film - girato negli studi dell'Ufa Neubabelsberg - fu prodotto dall'UFA. Le riprese durarono dal 7 settembre al 18 novembre 1911

## Distribuzione
Distribuito dalla Universum Film AG (UFA), uscì nelle sale cinematografiche tedesche presentato al Gloria-Palast di Berlino il 22 dicembre 1931.